# 藍紋小鱸
藍紋小鱸為輻鰭魚綱鱸形目鱸亞目河鱸科的其中一種，被IUCN列為瀕危保育類動物，分布於美國密蘇里州的Gasconade河及Osage河流域，體長可達9公分，棲息在植被生長、水流緩慢或靜止的湖泊、溪流。